# Lettische Badmintonmeisterschaft 1966
Die Lettische Badmintonmeisterschaft 1966 fand in Riga statt. Es war die dritte Auflage der nationalen Titelkämpfe von Lettland im Badminton, zu dieser Zeit noch als Meisterschaft der Sowjetrepublik.

## Titelträger
| Disziplin    | Sieger                            |
| ------------ | --------------------------------- |
| Herreneinzel | Jānis Ieviņš                      |
| Dameneinzel  | Skaidrīte Ieviņa                  |
| Herrendoppel | Viesturs Urdziņš Juris Jirgensons |
| Damendoppel  | Skaidrīte Ieviņa Ināra Tērauda    |
| Mixed        | Jānis Ieviņš Skaidrīte Ieviņa     |